# 퍼포린

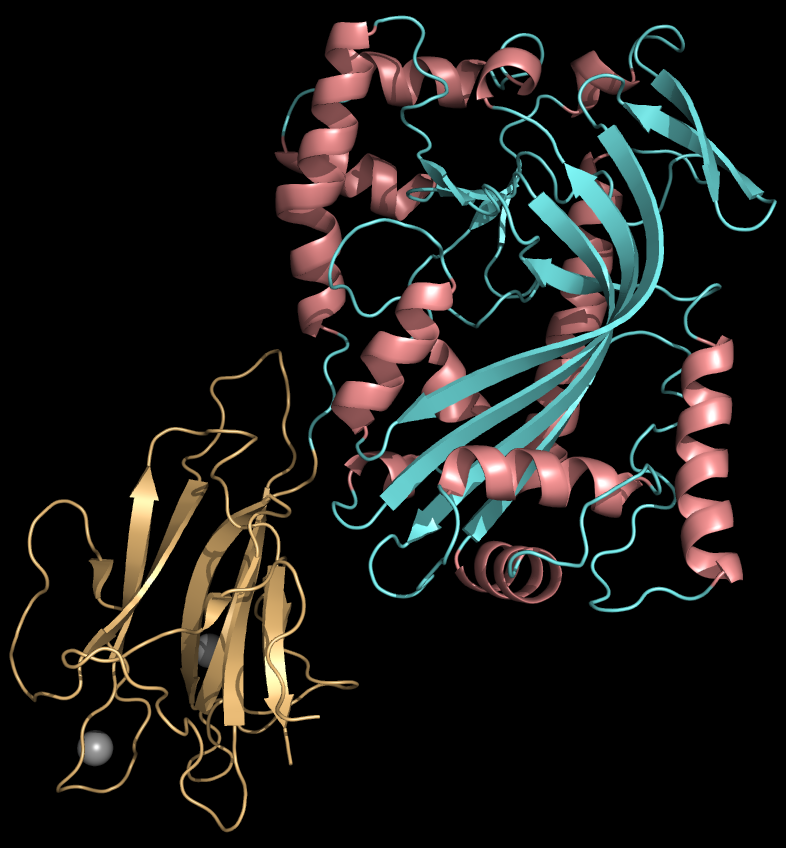
퍼포린의 리본 다이어그램

퍼포린(Perforin)은 세포독성 T세포(CTL)와 자연 살해 세포(NK 세포)의 과립에서 발견되는 기공 형성 세포용해 단백질이다.

## 기능
탈과립시 퍼포린 분자는 퍼포린이 분해되는 것을 방지하는 샤페론 단백질이 작용하는 칼레티쿨린의 도움으로 표적 세포로 이동한다. 이후 퍼포린은 막 인지질을 통해 표적 세포의 원형질막에 결합하는 반면 포스파티딜콜린은 칼슘 이온에 결합하여 막에 대한 퍼포린의 친화도를 증가시킨다.
퍼포린은 Ca2+의 의존적 방식으로 표적 세포에 기공을 형성한다. 형성된 기공은 그랜자임으로 알려진 프로-아폽토시스 프로테아제 계열의 표적 세포로의 수동 확산이 일어날 수 있게 한다. 퍼포린의 용해막 삽입 부분은 MACPF 도메인이다. 이 영역은 그람 양성 박테리아의 콜레스테롤 의존성 세포용해소와 상동성을 공유한다.
퍼포린은 보체 성분 9(C9)와 구조적 및 기능적 유사성을 가지고 있다. C9와 마찬가지로 이 단백질은 막관통 세관을 생성하고 비특이적으로 다양한 표적 세포를 용해할 수 있다. 이 단백질은 세포용해과립의 주요 세포용해 단백질 중 하나로, T세포 및 자연살해세포 매개 세포용해의 핵심 영향을 주는 분자로 알려져 있다. 퍼포린은 원형질막에 구멍을 만들어 칼슘 유입을 유발하고, 막 복구 메커니즘을 시작함으로써 작용하는 것으로 생각된다. 이러한 복구 메커니즘은 퍼포린과 그랜자임을 초기 엔도솜으로 가져온다.

## 임상적 중요성
퍼포린이 결함이 있는 PRF1 대립형질의 동형접합 유전은 드물고, 치명적인 유아기 상염색체 열성 장애인 가족성 혈구탐식성 림프조직구증가증 2형(FHL2)의 발병을 초래한다.

## 상호작용
퍼포린은 칼레티쿨린과 상호작용한다.

## 같이 보기
- 그랜자임
- 보체
- 칼레티쿨린